# Oswald Helmuth Göhring
Oswald Helmuth Göhring (1889 - ?) fue un químico alemán, codescubridor del elemento químico protactinio en 1913, junto a su maestro, Kasimir Fajans. A veces es incorrectamente citado como Otto H. Göhring posiblemente porque entre los científicos que descubrieron otros isótopos del protactinio figura Otto Hahn.

## Descubrimiento del protactinio
El protactinio fue identificado por primera vez en 1913 por Kasimir Fajans y Oswald Helmuth Göhring en la universidad de Karlsruhe. Fue llamado brevium debido a la corta vida media del isótopo específico estudiado, el protactinio-234 (234Pa). Un isótopo más estable de este elemento fue descubierto en 1918, y por ello, el nombre fue cambiado a protoactinio, y luego en 1949 a su nombre actual, protactinio.

## Publicaciones
- Oswald Helmuth Göhring: Über das neue Element Brevium und Versuche zur Auffindung seiner Isotopen. (Acerca del nuevo elemento brevium y los intentos de localizar sus isótopos). Tesis doctoral, Technischen Hochschule Fridericiana zu Karlsruhe, 1914. 58 pág.[6]
- K. Fajans and O. H. Göhring, "Über das Uran X2-das neue Element der Uranreihe". ("Sobre el Uranio X2, el nuevo elemento de la serie del uranio") Phys. Zeitschrift, 1913, 14, 877–884.